# 후지타촌 (사이타마현)
후지타촌(藤田村)은 사이타마현의 북부 고다마군에 속했던 촌이다. 

## 역사
- 1889년 4월 1일 - 정촌제 시행에 수반해, 고다마군 후지타촌이 성립하였다.
- 1954년 7월 1일 - 혼조정, 후지타촌, 닛테촌, 아사히촌, 기타이즈미촌과 합병, 동시에 시로 승격해 혼조시가 성립하여, 동일 후지타촌은 폐지되었다.